# Forcipomyia sauteri
Forcipomyia sauteri är en tvåvingeart som beskrevs av Jean-Jacques Kieffer 1912. Forcipomyia sauteri ingår i släktet Forcipomyia och familjen svidknott. Inga underarter finns listade i Catalogue of Life.